# Arenicola glasselli
Arenicola glasselli is een borstelworm uit de familie Arenicolidae.
De wetenschappelijke naam van de soort werd in 1939 gepubliceerd door Berkeley & Berkeley.